# 鉄拳R
『鉄拳R』（てっけんR）は、2004年に山佐が発売したパチスロ機。4号機のストック機である。保通協における型式名は「テッケンR」。

## 概要
格闘ゲーム「鉄拳シリーズ」（ナムコ→バンダイナムコゲームス）をモチーフにしたパチスロ。液晶における全ての部分はアーケード版『鉄拳タッグトーナメント』をベースとして鉄拳シリーズのオリジナルスタッフが製作しているほか、システムはアーケード版『鉄拳4』と同じナムコの「SYSTEM246」を基板にしている。
2006年には『鉄拳X』（内部確率等を一部変更しているが、基本システムや演出には変更はない）が登場した。

## 内部システム
ボーナスの1G連の「鉄拳RUSH（ラッシュ）」とボーナス期待度が通常より大幅にアップする「鉄拳CHANCE（チャンス）」の2種類が搭載されている。